# Office de l'eau Réunion
 (août 2025).
Si vous disposez d'ouvrages ou d'articles de référence ou si vous connaissez des sites web de qualité traitant du thème abordé ici, merci de compléter l'article en donnant les références utiles à sa vérifiabilité et en les liant à la section « Notes et références ».
La loi no 2000-1207 du 13 décembre 2000 d’orientation pour l’outre-mer crée les offices de l’eau dans les départements d’outre-mer français. L’Office de l’eau Réunion est un établissement public local à caractère administratif, rattaché au Département de La Réunion. Jouant un peu le rôle des agences de l'eau existantes en métropole, il est chargé de faciliter les diverses actions d’intérêt commun dans le domaine de la gestion de l’eau et des milieux aquatiques.

## Missions
L’Office de l’eau Réunion exerce ses missions conformément aux règles de l’Union européenne, et plus particulièrement de la Directive-cadre européenne sur l'eau (DCE) qui fixe l’objectif central d’aboutir au bon état des masses d'eau continentales et côtières. L’exercice de ses missions s’inscrit également dans le cadre du Schéma directeur d’aménagement et de gestion des eaux (Sdage), document élaboré par le Comité de bassin, instance représentative des acteurs de l'eau au niveau local.
Ses missions sont : 
- L’étude et le suivi des ressources en eau, des milieux aquatiques et littoraux et de leurs usages ;
- Le conseil et l’assistance technique aux maîtres d’ouvrage, la formation et l’information dans le domaine de la gestion de l’eau et des milieux aquatiques ;
- La programmation et le financement d’actions et de travaux;
- Pour des raisons de solidarité et d’aménagement du territoire, la mise à la disposition des communes ou des établissements publics de coopération intercommunale qui ne bénéficient pas des moyens suffisants pour l’exercice de leurs compétences d’une assistance technique dans le domaine de l’assainissement, de la protection de la ressource en eau, de la restauration et de l’entretien des milieux aquatiques.

## Conseil d'administration
Le conseil d’administration de l'Office de l'eau Réunion est présidé par le président du Conseil départemental de La Réunion et comprend des représentants des collectivités territoriales et de leurs établissements publics, des services de l'État, des usagers et des milieux socioprofessionnels, des associations agréées de consommateurs et de protection de l’environnement, ainsi que des personnalités qualifiées dans le domaine de l’eau et des milieux aquatiques et littoraux.
Le personnel de l’Office de l’eau Réunion y est représenté, avec voix consultative.
Ce conseil d’administration est chargé notamment :
- d’arrêter le programme pluriannuel d’intervention,
- de prévoir le montant des dépenses et les recettes nécessaires,
- d’établir le taux des redevances (dans une fourchette prévue par la loi).

Son directeur est Faïçal Badat.

## Redevances
L'Office de l'eau Réunion perçoit des redevances auprès des usagers. Le produit de ces redevances constitue l’essentiel des recettes de l'établissement. Il permet notamment à l'établissement d'apporter des aides aux actions d'intérêt commun dans le domaine de l'eau, menées par les collectivités locales, les industriels, les agriculteurs et les associations.